# گواردابوزونه
گواردابوزونه (به ایتالیایی: Guardabosone) یک کومونه در ایتالیا است که در استان ورسلی واقع شده‌است.

## خصوصیات
گواردابوزونه ۶٫۸ کیلومترمربع مساحت و ۳۴۴ نفر جمعیت دارد.